# Västra fjärden, Korpo
Västra fjärden är en fjärd i Finland. Den ligger i Korpo i landskapet Egentliga Finland, i den sydvästra delen av landet, 210 km väster om huvudstaden Helsingfors.
Västra fjärden avgränsas av Utö i öster, Rödskär i söder, Kårharu i väster och Stenharu i norr. Den ansluter till Söderdjupet i söder och Östra Mörskärsfjärden i väster.